# AFC President’s Cup 2008

Wettbewerbslogo

Der AFC President’s Cup 2008 war die vierte Austragung des AFC President’s Cups, dem Vereinswettbewerb für die schwächsten asiatischen Fußball-Verbände. Mit der Abstufung von Bangladesch und Turkmenistan aus dem AFC Cup sowie der erstmaligen Teilnahme Myanmars vergrößerte sich das Teilnehmerfeld von acht auf elf Teams. Alle elf teilnehmenden Mannschaften waren amtierende Landesmeister. Nepal entsendete wegen des Ausfalls seiner Meisterschaft den Vorjahresmeister.
Anders als in den vorangegangenen Wettbewerben, wurde der Wettbewerb nicht komplett an einem Ort ausgetragen. Die Vorrundengruppen wurden jeweils als Turnier in einer Stadt ausgespielt, die Finalrunde fand dann im kirgisischen Bischkek statt.

## Vorrunde

### Gruppe A
im Petaling Jaya Stadium, Petaling Jaya, Malaysia
| Pl. | Verein            | Sp. | S | U | N | Tore    | Diff. | Punkte |
| --- | ----------------- | --- | - | - | - | ------- | ----- | ------ |
| 1.  | Regar TadAZ       | 3   | 2 | 1 | 0 | 006:400 | +2    | 07     |
| 2.  | Nepal Police Club | 3   | 1 | 2 | 0 | 007:300 | +4    | 05     |
| 3.  | Abahani Ltd Dhaka | 3   | 1 | 1 | 1 | 002:600 | −4    | 04     |
| 4.  | WAPDA F.C.        | 3   | 0 | 1 | 2 | 002:400 | −2    | 01     |

| 22. Juni 2008, 16:00 Uhr & 18:30 Uhr |           |                    |
| Nepal Police Club                    | 4:0 (2:0) | Abahani Ltd. Dhaka |
| Regar TadAZ                          | 2:1 (1:1) | WAPDA              |
| 24. Juni 2008, 16:00 Uhr & 18:30 Uhr |           |                    |
| WAPDA                                | 1:1 (0:0) | Nepal Police Club  |
| Abahani Ltd. Dhaka                   | 1:2 (1:2) | Regar TadAZ        |
| 26. Juni 2008, 16:00 Uhr & 18:30 Uhr |           |                    |
| WAPDA                                | 0:1 (0:0) | Abahani Ltd. Dhaka |
| Nepal Police Club                    | 2:2 (1:0) | Regar TadAZ        |

Nachdem die Partien ursprünglich im April 2008 im nepalesischen Kathmandu ausgetragen werden sollten, sorgte die dortige politische Situation dafür, dass man von der Gastgeberrolle zurücktrat. Als Ersatzort wurde vom asiatischen Verband das MPPJ Stadium in Malaysia nominiert.
Der Titelträger von 2005, Regar TadAZ, konnte seine Favoritenrolle zwar bestätigen, sicherte sich das Weiterkommen aber erst durch den Ausgleichstreffer in der Nachspielzeit gegen den Vorjahresfinalisten Nepal Police Club (damals noch unter dem Namen Mahendra Police Club), der sich als bester Gruppenzweiter ebenfalls für die Finalrunde qualifizieren konnte.

### Gruppe B
im Chungshan Soccer Stadium, Taipei, Taiwan
| Pl. | Verein               | Sp. | S | U | N | Tore    | Diff. | Punkte |
| --- | -------------------- | --- | - | - | - | ------- | ----- | ------ |
| 1.  | Dordoi-Dynamo        | 2   | 2 | 0 | 0 | 005:000 | +5    | 06     |
| 2.  | Nagacorp FC          | 2   | 0 | 1 | 1 | 002:400 | −2    | 01     |
| 3.  | Taiwan Power Company | 2   | 0 | 1 | 1 | 002:500 | −3    | 01     |

| 12. April 2008, 18:00 Uhr |           |                      |
| Nagacorp FC               | 2:2 (1:0) | Taiwan Power Company |
| 14. April 2008, 18:00 Uhr |           |                      |
| Taiwan Power Company      | 0:3 (0:1) | Dordoi-Dynamo        |
| 16. April 2008, 18:00 Uhr |           |                      |
| Nagacorp FC               | 0:2 (0:1) | Dordoi-Dynamo        |

In Gruppe B konnte sich Titelverteidiger Dordoi-Dynamo problemlos gegen die Kontrahenten aus Kambodscha und Taiwan durchsetzen und erreichte damit zum vierten Mal in Folge das Halbfinale des Wettbewerbs.

### Gruppe C
im Sugathadasa Stadium, Colombo, Sri Lanka
| Pl. | Verein           | Sp. | S | U | N | Tore    | Diff. | Punkte |
| --- | ---------------- | --- | - | - | - | ------- | ----- | ------ |
| 1.  | FC Aşgabat       | 3   | 2 | 0 | 1 | 009:200 | +7    | 06     |
| 2.  | Kanbawza FC      | 3   | 2 | 0 | 1 | 014:300 | +11   | 06     |
| 3.  | Ratnam SC        | 3   | 2 | 0 | 1 | 010:500 | +5    | 06     |
| 4.  | Transport United | 3   | 0 | 0 | 3 | 002:250 | −23   | 0      |

| 23. April 2008, 16:00 Uhr & 18:30 Uhr |             |                  |
| FC Aşgabat                            | 0:1 (0:0)   | Kanbawza         |
| Ratnam SC                             | 7:1 (3:1)   | Transport United |
| 25. April 2008, 16:00 Uhr & 18:30 Uhr |             |                  |
| Transport United                      | 1:7 (0:4)   | FC Aşgabat       |
| Kanbawza                              | 2:3 (1:1)   | Ratnam SC        |
| 27. April 2008, 16:00 Uhr & 18:30 Uhr |             |                  |
| Transport United                      | 00:11 (0:7) | Kanbawza         |
| FC Aşgabat                            | 2:0 (2:0)   | Ratnam SC        |

In Gruppe C hatten drei Teams in der Abschlusstabelle sechs Punkte. Der FC Aşgabat konnte sich dabei wegen des besseren direkten Vergleichs (Torverhältnis +1) gegenüber Kanbawza (±0) und dem Ratnam SC (−1) durchsetzen.

## Finalrunde
Die Finalrunde des President’s Cup fand vom 19. bis 21. September 2008 im Spartak-Stadion in der kirgisischen Hauptstadt Bischkek statt. Die Auslosung der Partien wurde am 30. Juni im Hauptquartier der AFC in Kuala Lumpur abgehalten.

### Halbfinale
| Datum              |               | Ergebnis             |                   | Ort      |
| ------------------ | ------------- | -------------------- | ----------------- | -------- |
| 19. September 2008 | Dordoi-Dynamo | 3:1 (1:0)            | Nepal Police Club | Bischkek |
| 19. September 2008 | Regar TadAZ   | 4:3 n. V. (3:3, 2:2) | FC Aşgabat        | Bischkek |

### Finale
| Datum              |               | Ergebnis                         |             | Ort      |
| ------------------ | ------------- | -------------------------------- | ----------- | -------- |
| 21. September 2008 | Dordoi-Dynamo | 1:1 n. V. (1:1, 1:0) (3:4 i. E.) | Regar TadAZ | Bischkek |

Regar TadAZ behielt in der Neuauflage des Finals von 2005 erneut die Oberhand und sicherte sich vor 10.000 Zuschauern seinen zweiten Titel. Dordoi gelang es trotz Feldüberlegenheit nicht, das Spiel in 120 Minuten zu entscheiden.
| AFC President’s Cup 2008 Regar TadAZ Zweiter Titel |